# Cabot Trail

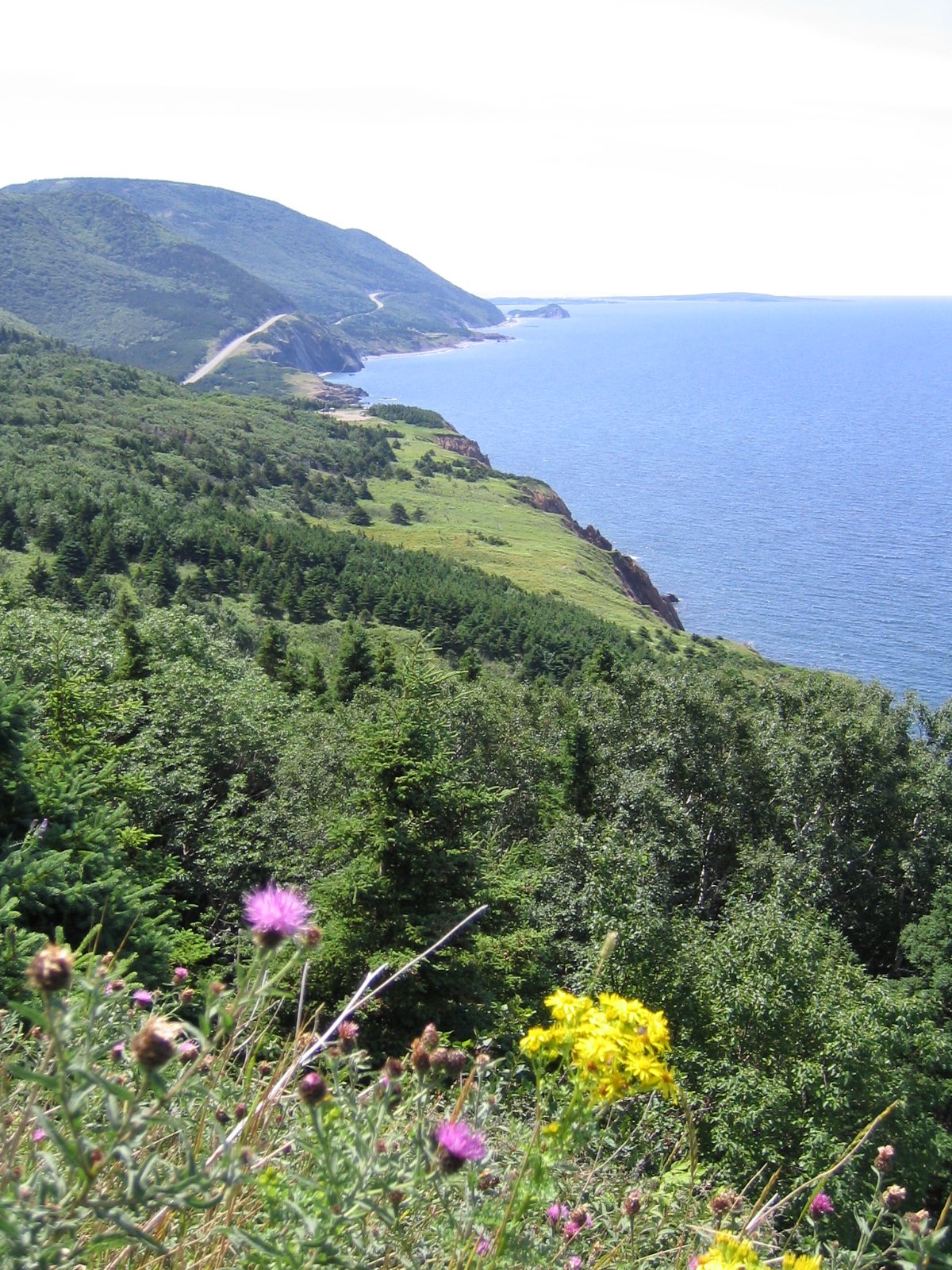
Westküste Nova Scotias, im Hintergrund der Trail

Der Cabot Trail ist ein Highway auf der Kap-Breton-Insel der kanadischen Provinz Nova Scotia. Er bildet dabei zwischen den Orten Cheticamp und Ingonish im nördlichen Cape-Breton-Highlands-Nationalpark eine Panoramastraße, die als eine der schönsten in Nordamerika gilt.

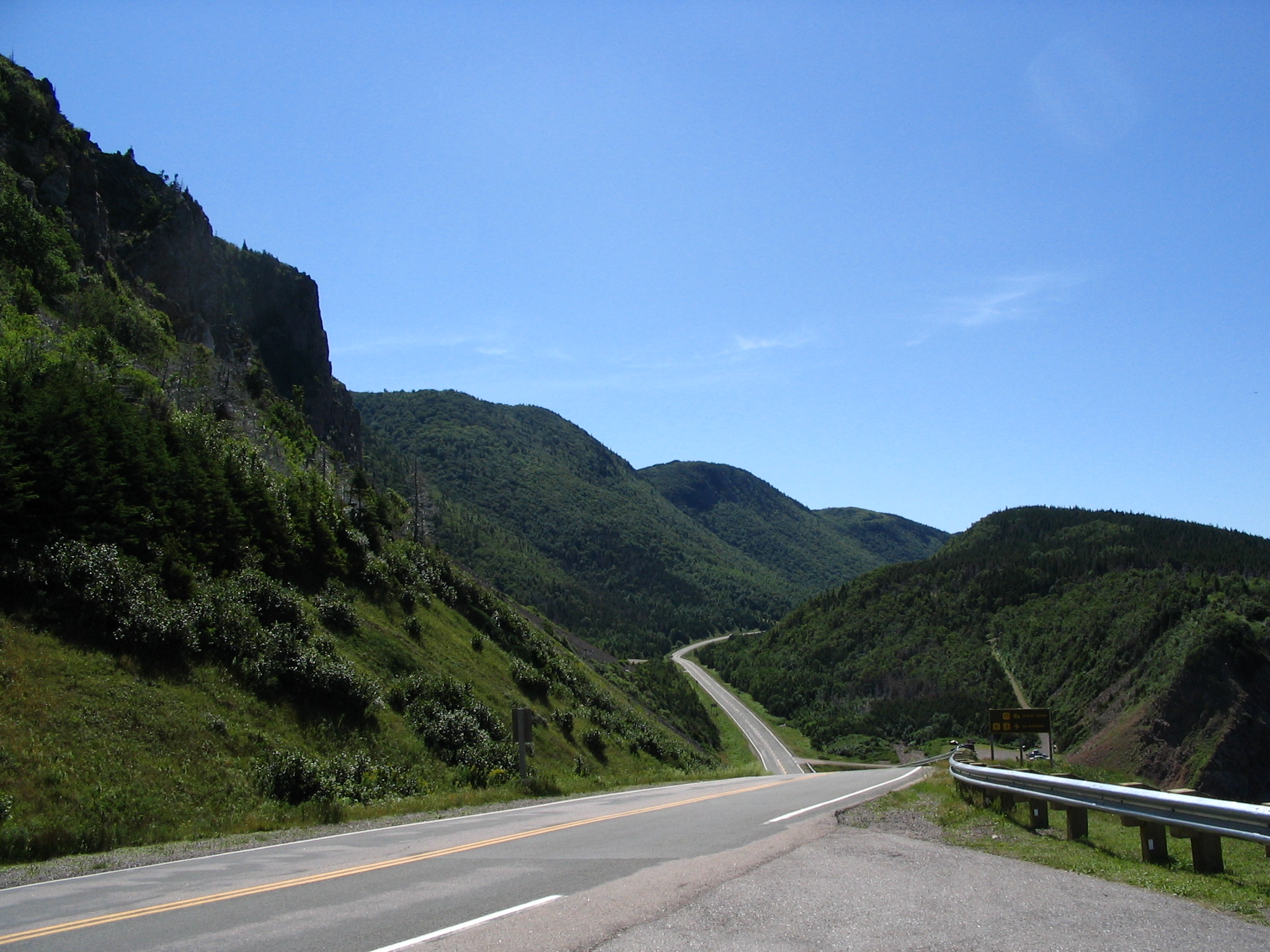
Der Cabot Trail

Der Trail ist eine Ringstraße von ca. 300 km Länge. Er verläuft entlang der Westküste der Kap-Breton-Insel, quert an der Nordspitze die Cape Breton Highlands, richtet sich entlang der Ostküste wieder nach Süden und quert auf Höhe des Bras d’Or Lake durch das Tal des Margaree River wieder zurück zur Westküste. Der nördliche Teil des Trails verläuft durch den Cape-Breton-Highlands-Nationalpark.
Benannt ist der Trail nach John Cabot, der 1497 als erster Europäer die Insel erkundete. Der Bau des ursprünglichen Trails wurde 1932 abgeschlossen. Der Highway wurde seither mehrfach ausgebaut.